# Pago del Vallo di Lauro
Pago del Vallo di Lauro es uno de los 119 municipios o comunas ("comune" en italiano) de la provincia de Avellino, en la región de Campania. Con cerca de 1.723 habitantes, según el censo de 2005, se extiende por una área de 4 km², teniendo una densidad de población de 431 hab/km². Linda con los municipios de Domicella, Lauro, Marzano di Nola, Taurano, y Visciano.

## Demografía
| Gráfica de evolución demográfica de Pago del Vallo di Lauro entre 1861 y 2001 |
|                                                                               |
| Fuente ISTAT - elaboración gráfica de Wikipedia                               |

- Datos: Q55075
- Multimedia: Pago del Vallo di Lauro / Q55075

1. ↑  Worldpostalcodes.org, código postal n.º 83020.
2. ↑  «Codici Catastali». Comuni-italiani.it (en italiano). Consultado el 29 de abril de 2017.